# Jasuši Inoue
Jasuši Inoue (japonsky 井上 靖, Inoue Jasuši; 6. května 1907 Asahikawa - 29. leden 1991) byl japonský spisovatel.

## Biografie
Po absolvovaní vysoké školy v oboru estetika nastoupil jako redaktor v Ósackém deníku. Teprve ve 42 letech začal publikovat vlastní tvorbu. Záhy (1949) však získal Akutagawovu cenu, jedno z nejvýznamnějších literárních ocenění v Japonsku.

## Uvedení v Česku
V roce 1978 vydalo nakladatelství Odeon knihu Lovecká puška, ve které byly uvedeny tři povídky: Lovecká puška, Návštěvnice na vigilii a Býčí zápasy. Přeložila Libuše Boháčková.
V roce 1980 uvedlo Divadlo na okraji dramatizaci povídky Lovecká puška (猟銃) v rámci představení Všech svátek : monology I, které režíroval Evald Schorm. Překlad: Libuše Boháčková, představení mělo premiéru 27. května 1980 a bylo uvedeno celkem 23 repríz.